# Bilderdijkgracht

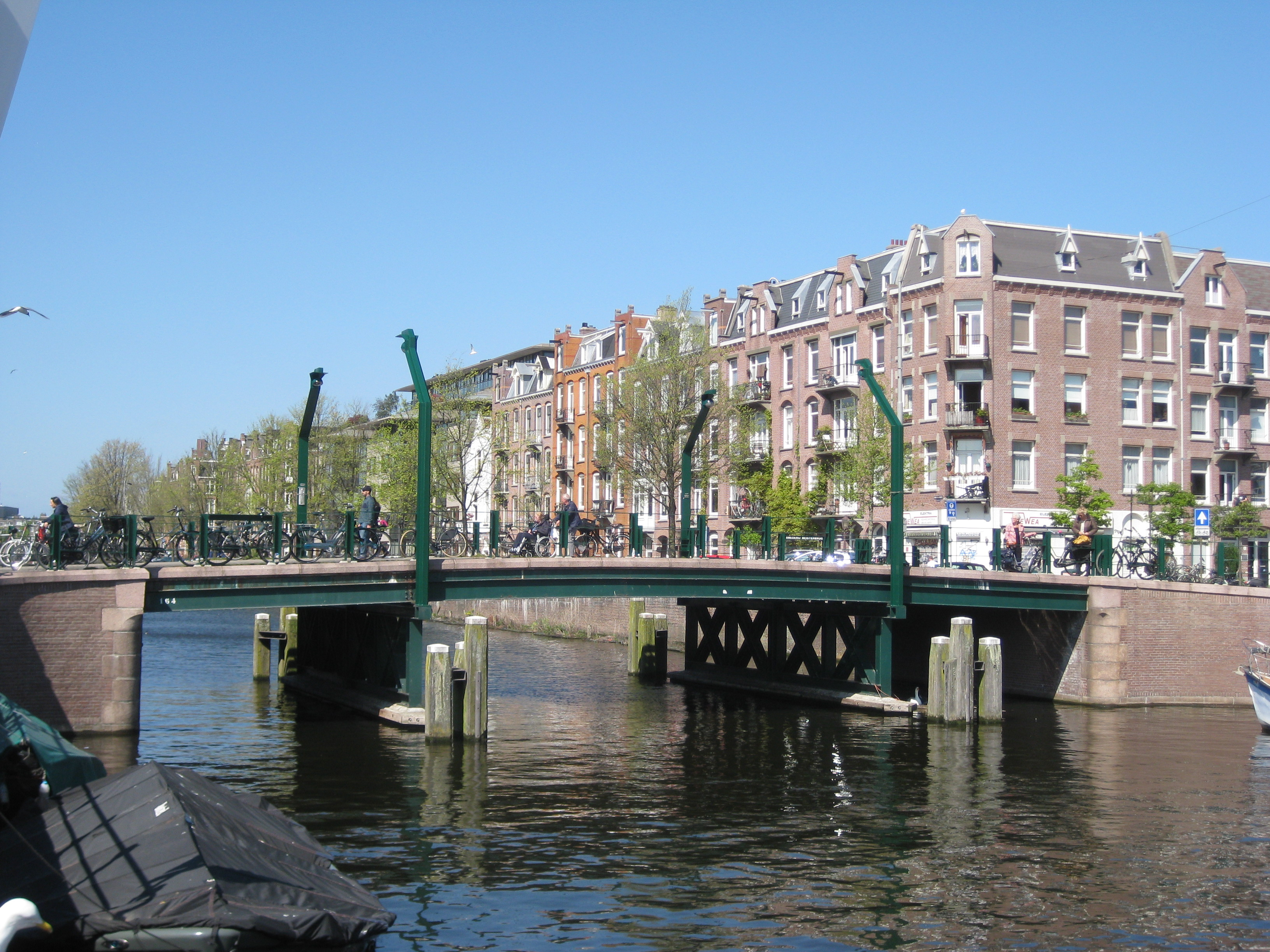
Brug nr. 164, de Smederij Meisterbrug over de Bilderdijkgracht

De Bilderdijkgracht is een gracht in Amsterdam-West, vernoemd naar dichter en geschiedschrijver Willem Bilderdijk. Het eerste deel van de gracht, bij het Jacob van Lennepkanaal, is in 1878 gegraven langs de toen nieuwe Bellamybuurt. Het werk aan het laatste deel bij de aansluiting met de Kostverlorenvaart en de Hugo de Grootgracht werd pas in 1903 aanbesteed.
De gracht verbindt de Hugo de Grootgracht/Kostverlorenvaart bij het Bilderdijkpark in het noorden met het Jacob van Lennepkanaal in het zuiden. De gracht wordt gekruist door de De Clercqstraat (brug nr. 135), Kwakersstraat/Kwakersplein (brug nr. 164), Kinkerstraat (brug nr. 23) en Jacob van Lennepstraat (Belle van Zuylenbrug, nr. 184). Ten oosten van de gracht loopt de parallelle Bilderdijkstraat.
De huizen aan de gracht zijn gelegen aan de Bilderdijkkade(n). Aan sommige delen van die kaden liggen woonboten, andere delen moeten vrijgelaten worden. Aan de westzijde van de gracht nabij het Bellamyplein bevond zich sinds 1902 de remise Tollensstraat. Dit complex is in 2012-'14 verbouwd tot De Hallen en werd in 2014 van de gracht gescheiden door een wooncomplex. Ter hoogte van de ingang van de voormalige remise en later de stadsreiniging moest de kade een paar keer hersteld worden vanwege grondverzakkingen.
Tegenover de ingang van de remise lag het complex van Bakkerijfabriek Assumptio, alwaar katholieken hun brood konden kopen (in plaats bij de socialistische bakkers in de buurt). Achter de gevels is nu de supermarkt Dirk gevestigd (2014).